# Chloropteryx spumosaria
Chloropteryx spumosaria là một loài bướm đêm trong họ Geometridae.